# Hemibarbus medius
Hemibarbus medius är en fiskart som beskrevs av Yue, 1995. Hemibarbus medius ingår i släktet Hemibarbus och familjen karpfiskar. IUCN kategoriserar arten globalt som otillräckligt studerad. Inga underarter finns listade i Catalogue of Life.